# Djibouti i olympiska sommarspelen 1988
Djibouti deltog i de olympiska sommarspelen 1988 med en trupp, och landet erhöll en bronsmedalj.

## Friidrott
Herrarnas 10 000 meter
- Talan Omar Abdillahi
  1. Heat — 30:08,53 (→ gick inte vidare)

Herrarnas maraton
- Houssein Ahmed Saleh — 2:10.47 (→  Brons)
- Omar Moussa — 2:25,25 (→ 49:e plats)

## Segling
| Placering | Styrman         | Gren                  | Lopp I    | Lopp I | Lopp II   | Lopp II | Lopp III  | Lopp III | Lopp IV   | Lopp IV | Lopp V    | Lopp V | Lopp VI   | Lopp VI | Lopp VII  | Lopp VII | Poäng | Placering |
| Placering | Styrman         | Gren                  | Placering | Poäng  | Placering | Poäng   | Placering | Poäng    | Placering | Poäng   | Placering | Poäng  | Placering | Poäng   | Placering | Poäng    | Poäng | Placering |
| --------- | --------------- | --------------------- | --------- | ------ | --------- | ------- | --------- | -------- | --------- | ------- | --------- | ------ | --------- | ------- | --------- | -------- | ----- | --------- |
| 40        | Robleh Ali Adou | Herrarnas division II | 38        | 44,0   | 31        | 37,0    | 32        | 38,0     | 37        | 43,0    | PMS       | 52,0   | 35        | 41,0    | RET       | 52,0     | 255,0 | 40        |